# Eldöntés
Az eldöntés egy egyszerű algoritmus, amellyel eldönthetjük, hogy egy véges (nem feltétlenül numerikus) sorozat – vagy számítástechnikai szóhasználattal élve egy tömb – elemei között található-e T tulajdonságú elem. T egy tetszőleges tulajdonságfüggvényt jelent, egy sorozatbeli elemre nézve lehet igaz vagy hamis.

## Az algoritmus
```
   
i = 1

   
CIKLUS AMÍG
 i ≤ N és ¬T(TOMB[i]) {
           
i = i + 1

   }
   
VAN = (i ≤ N)
```

A VAN változó igaz értéke azt jelenti, hogy az algoritmus talált T tulajdonságú elemet.
Ez az algoritmus az első T tulajdonságú elem megtalálása után már nem folytatja a keresést.

## Lásd még
- Algoritmus